# Gerichtsorganisation in Frankreich
Die Organisation der französischen Gerichte beruht auf einer strikten Trennung zwischen ordentlicher und Verwaltungsgerichtsbarkeit (ordre de juridiction judiciaire und ordre de juridiction administrative) im französischen Recht. Ihr liegt das Trennungsmodell von Verwaltungs- und Justizbehörden (principe de séparation des autorités administratives et judiciaires) zugrunde, das auf ein Gesetz vom 16. bis 24. August 1790 zurückgeht. Nach diesem ist es dem Richter (der ordentlichen Gerichtsbarkeit) verboten, „die Arbeit der Verwaltungsbehörden in irgendeiner Form zu stören, insbesondere keine Gerichtsverfahren gegen sie zuzulassen“ (frz.: de troubler de quelque manière que ce soit les opérations des corps administratifs, ni citer devant eux les administrateurs en raison de leurs fonctions).
Über die Zuordnung entscheidet in Zweifelsfällen das Tribunal des Conflits. Ebenfalls außerhalb der Einteilung in ordentliche und Verwaltungsgerichtsbarkeit befindet sich schließlich der Conseil constitutionnel.

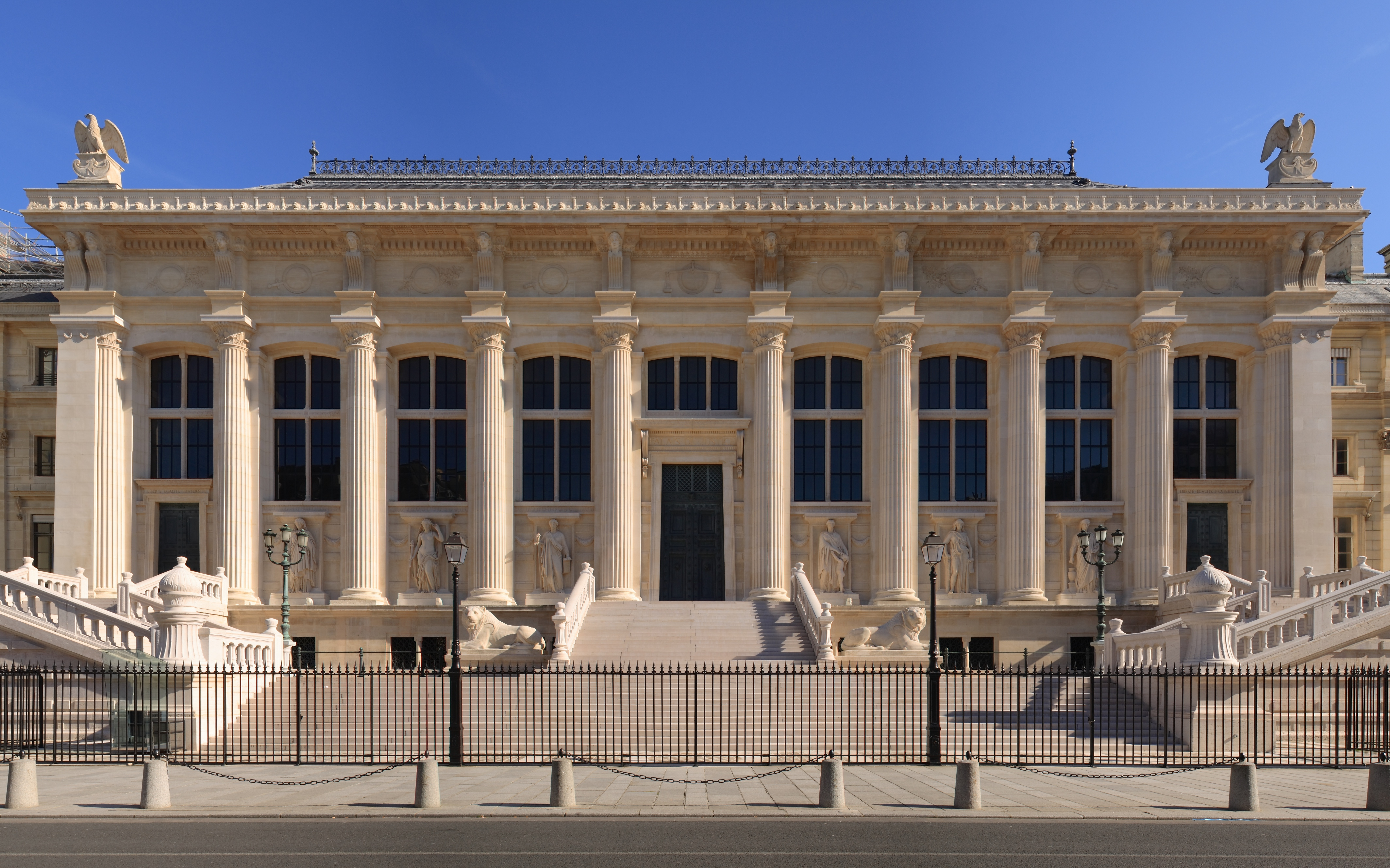
Palais de Justice in Paris

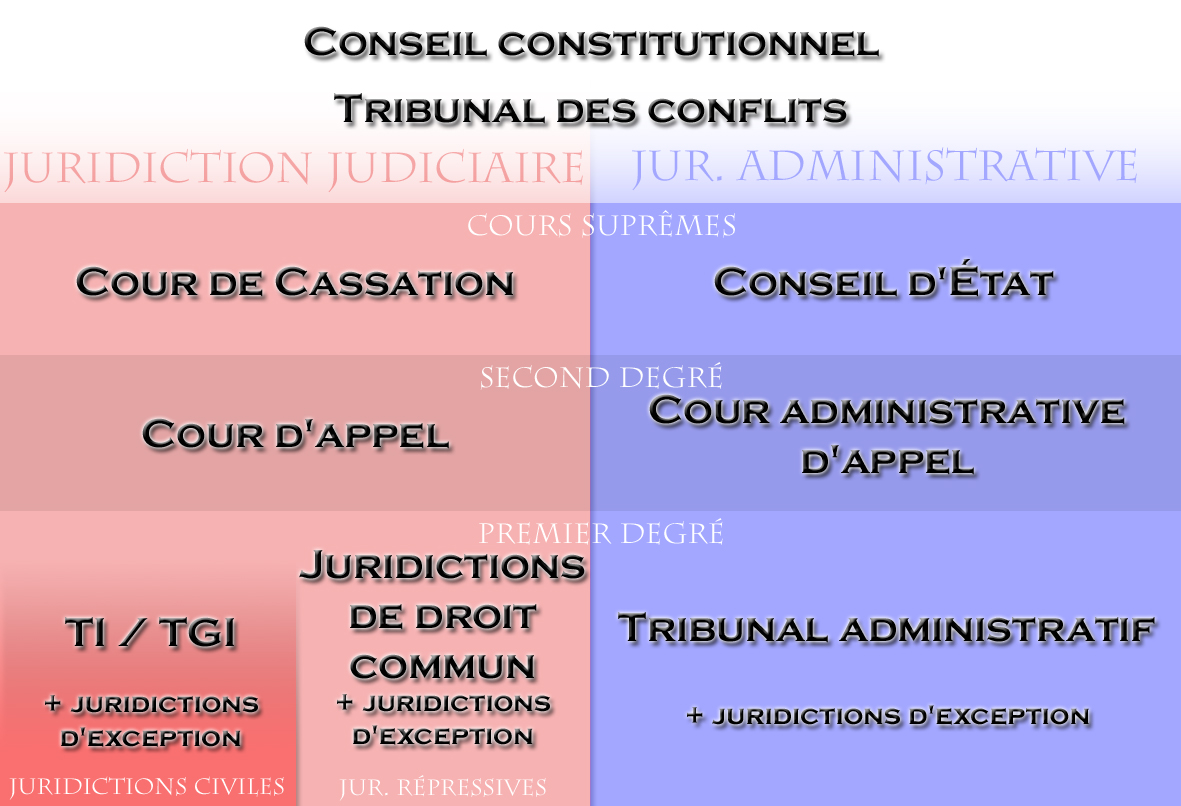
Gerichtsorganisation im Überblick

## Ordentliche Gerichtsbarkeit
Die ordentliche Gerichtsbarkeit ist für alle Gerichtsverfahren im Privatrecht und im Strafrecht zuständig.

### Erstinstanzliche Gerichte
Bei den Gerichten der ersten Instanz ist daher zunächst zwischen Zivil- und Strafgerichtsbarkeit (juridiction civile und juridiction répressive) zu unterscheiden.

#### Zivilgerichtsbarkeit

##### Tribunal d’instance
Das tribunal d’instance (Amtsgericht) besitzt eine allgemeine Zuständigkeit (mit einigen Ausnahmen zu Gunsten des Tribunal de Grande Instance und bestimmter Spezialgerichte) für alle Rechtssachen mit einem Streitwert von bis zu 10.000 Euro. Daneben besitzt es besondere Zuständigkeiten, etwa für das Wohnraummietrecht.
Am tribunal d’instance urteilt grundsätzlich ein Einzelrichter, vor dem die Parteien selbst auftreten dürfen. Die Vertretung – sowohl Prozesshandlung (représentation) als auch Plädieren (assistance) – durch einen Anwalt, nahen Verwandten oder den Lebenspartner ist aber möglich.
Die Zahl von früher 476 Amtsgerichten wurde 2010 auf 297 reduziert.

##### Tribunal de grande instance
Das Tribunal de grande instance ist für sämtliche Rechtssachen zuständig, die keinem anderen Gericht zugeordnet sind, insbesondere also für alle Verfahren mit einem Streitwert von über 10.000 Euro.
Jedes Tribunal de grande instance hat mehrere Kammern, die in der Regel durch den Vorsitzenden und zwei weitere Richter als Beisitzer entscheidet, nach einem Gesetz vom 10. Juli 1970 allerdings unter bestimmten Voraussetzungen auch durch einen Einzelrichter entscheiden kann, wenn die Parteien dem zustimmen. Die Parteien müssen sich bei Prozesshandlungen durch einen Anwalt vertreten lassen (représentation), dürfen aber selbst plädieren (assistance). Die Verhandlungen sind in der Regel öffentlich (en audience publique), können aber – etwa bei Scheidungssachen – auch unter Ausschluss der Öffentlichkeit im Ratszimmer (en chambre du conseil) stattfinden; die Urteile werden jedoch stets öffentlich verkündet.
In Frankreich existieren gegenwärtig 181 Tribunaux de grande instance, ihre Zahl soll nach einer Verordnung vom 15. Februar 2008 (décret n° 2008-145) allerdings um 23 auf 158 reduziert werden. Sie entscheiden etwa 600.000 Fälle pro Jahr.

##### Spezialgerichte
Neben Amtsgerichten und Tribunaux de grande instance existiert eine Reihe von Spezialgerichten, unter anderem:
- die Handelsgerichte (tribunaux de commerce), an denen ausschließlich gewählte Kaufleute urteilen und die jährlich etwa 200.000 Fälle entscheiden.[7]
- die Arbeitsgerichte (conseils de prud'hommes), die jährlich über rund 170.000 arbeitsrechtliche Streitigkeiten entscheiden und als Teil der Arbeitsgerichtsbarkeit zur Hälfte mit gewählten Vertretern der Arbeitgeber, zur anderen Hälfte mit Vertretern der Arbeitnehmer besetzt sind; im Falle eines Patts entscheidet ein Amtsgerichtsrichter.[8]
- die Landpachtgerichte (tribunaux paritaires des baux ruraux), die über Landpachtverträge entscheiden (etwa 3500 Fälle pro Jahr) und mit jeweils zwei Verpächtern und Pächtern sowie einem Berufsrichter besetzt sind.[9]
- die seit 2003 existierenden Bagatell- oder Nachbarschaftsgerichte (juridictions de proximité), die mit rechtlich erfahrenen Laienrichtern (z. B. ehemaligen Gerichtspersonen (magistrats)) besetzt sind und Bagatellsachen mit einem Streitwert bis 4000 Euro entscheiden.

#### Strafgerichtsbarkeit

##### Tribunal de police
Das Polizeigericht (tribunal de police) ist ausschließlich für Übertretungen (contraventions) der fünften Klasse – Ordnungswidrigkeiten, die besonders schwer wiegen (aber noch kein Vergehen darstellen) – und einzelne ihm per décret zugewiesene Übertretungen einer niedrigeren Klasse zuständig.

##### Tribunal correctionel
Das Zuchtpolizeigericht (tribunal correctionnel) ist für Vergehen (délits) zuständig – Rechtsverstöße, die mit Gefängnis- oder Geldstrafen von mindestens 3750 Euro sanktioniert werden.

##### Cour d’assises
Das Geschworenengericht (auch „Assisenhof“; frz. cour d’assises) ist schließlich für Verbrechen (crimes) zuständig – besonders schwere Rechtsverstöße, die grundsätzlich mit einer Gefängnisstrafe sanktioniert werden. Es handelt sich, anders als bei Polizei- und Zuchtpolizeigericht nicht um eine dauerhafte Einrichtung, vielmehr treten die Geschworenengerichte nur alle drei Monate (meist in der Hauptstadt des Départements) zusammen. Sie bestehen nicht nur aus drei Berufsrichtern, sondern zudem aus einer neunköpfigen Geschworenenbank, die aus den Wahllisten der Region zusammengestellt wird. Jede Entscheidung zu Lasten des Angeklagten erfordert nach Art. 359 der Strafprozessordnung (Code de procédure pénal) eine Mehrheit von acht zu vier Stimmen.

##### Spezialgerichte
Auch in der Strafgerichtsbarkeit existieren mehrere Gerichte mit besonderer Zuständigkeit, etwa:
- die erst 2003 geschaffenen Bagatellgerichte (juridictions de proximité), die mit Laienrichtern ohne juristische Ausbildung besetzt sind; sie sind für alle Übertretungen der ersten vier Klassen zuständig und dürfen keine Freiheitsstrafen verhängen.[10]
- die Jugendgerichte (juridictions pour mineurs), zu denen der juge des enfants (zuständig für Übertretungen der fünften Klasse und Vergehen), das tribunal pour enfants (Übertretungen der fünften Klasse und Vergehen sowie Verbrechen, die von Tätern unter 16 Jahren begangen wurden) und der cour d’assises des mineurs (Verbrechen, die von 16- bis 18-Jährigen begangen wurden) gehören.[10]
- die Militärgerichte (juridictions militaires), zu denen die nur in Kriegszeiten zuständigen tribunaux des forces armées, im Übrigen verschiedene (Sonder-)Zusammensetzungen der Zuchtpolizei- und Geschworenengerichte gehören.[10]
- der aus Parlamentariern bestehende Hohe Justizgerichtshof (Haute Cour de justice), vor dem nach Art. 67 der Verfassung der Staatspräsident wegen Hochverrats angeklagt werden kann.[10]
- der aus Parlamentariern und hohen Richtern bestehende Justizgerichtshof der Republik (Cour de justice de la République), der über Klagen gegen Minister, die in ihrem Amt Vergehen oder Verbrechen begangen haben, entscheidet.[10]

### Berufungs- und Kassationsinstanz
Durch das Einlegen von Rechtsmitteln kann ein Verfahren vor ein Rechtsmittelgericht gebracht werden. Soweit zulässig wird in der Regel zunächst per Berufung (appel) der Berufungsgerichtshof angerufen, anschließend ist die Kassation (pourvoi en cassation) zum Kassationshof möglich.

#### Berufungsgerichte
Nach dem „principe du double degré de juridiction“ ist es grundsätzlich möglich, per Berufung einen durch ein erstinstanzliches Gericht entschiedenen Fall von einem übergeordneten Gericht, dem Berufungsgerichtshof (cour d’appel) erneut entscheiden zu lassen. Die Richter entscheiden dabei neu über alle Tat- und Rechtsfragen (sog. Devolutiveffekt). Bis zu ihrer Entscheidung (bzw. dem Verstreichen der Berufungsfrist) ist das erstinstanzliche Urteil zudem – in der Regel – nicht vollstreckbar (sog. Suspensiveffekt).
Die Berufung ist allerdings nur dann möglich, wenn die erstinstanzliche Entscheidung nicht „als erste und letzte Instanz“ (frz. en premier et dernier ressort), sondern unter Zulassung der Berufung (à charge d’appel) ergangen ist. Dies ist bei allen Zivilsachen, die einen Streitwert von über 4000 € haben, der Fall, in Strafsachen bestand bis zum Jahr 2000 regelmäßig nur gegen Urteile der Zuchtpolizeigerichte die Möglichkeit der Berufung. Ein Gesetz vom 15. Juni 2000 ermöglicht nun auch die Berufung gegen Entscheidungen der Geschworenengerichte, die allerdings nicht vom Berufungsgerichtshof, sondern von einem anderen Geschworenengericht (durch einen dann zwölfköpfigen Senat) entschieden wird. Zudem ist im Strafrecht ausnahmsweise ein Wiederaufnahmeverfahren (pourvoi en révision) nach Verstreichen der Fristen zum Einlegen von Rechtsmitteln möglich, der vor dem Kassationshof entschieden wird.
In Frankreich existieren 35 Berufungsgerichtshöfe, die meist aus mehreren Kammern bestehen.

#### Kassationshof

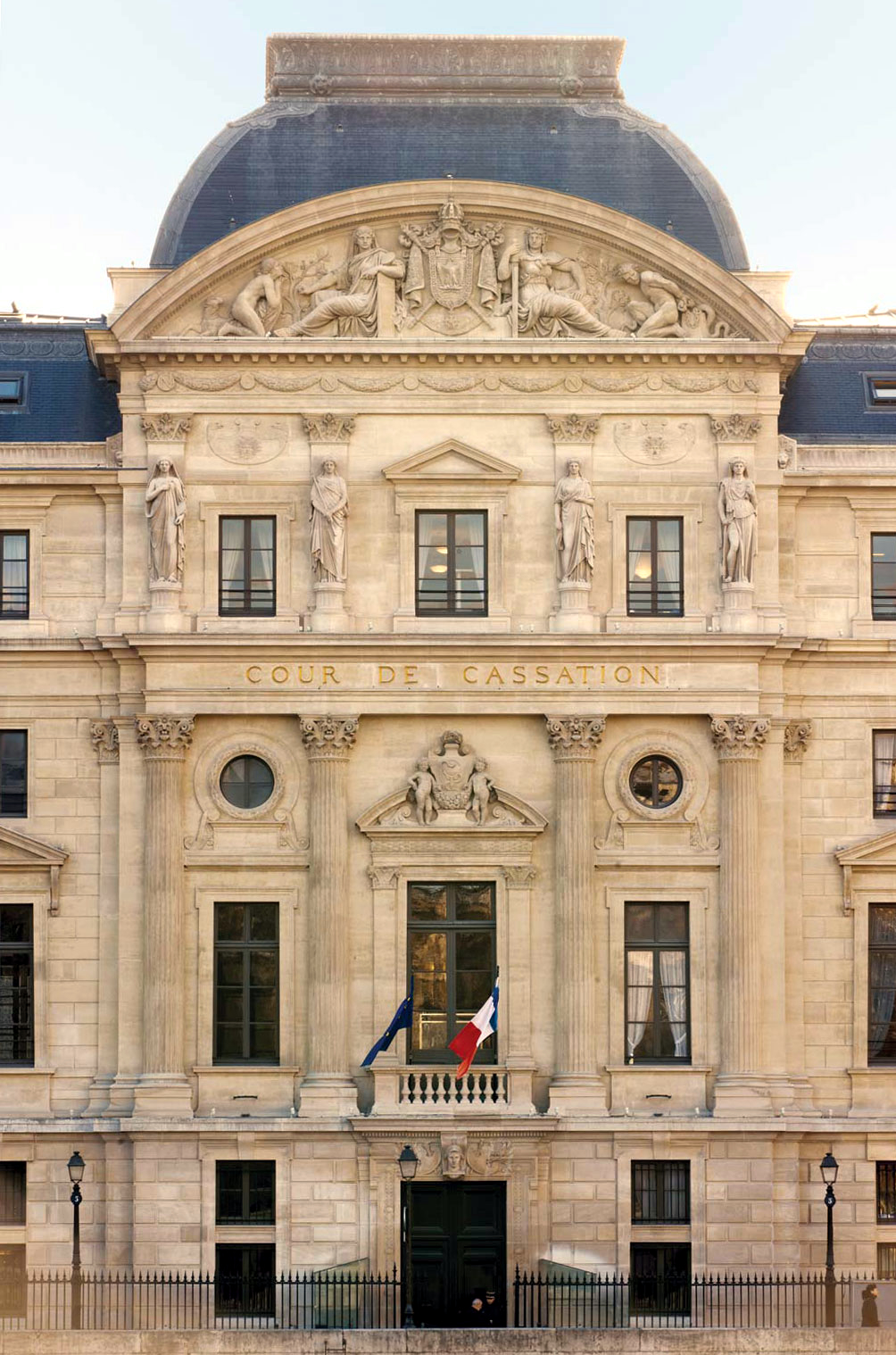
Eingang des Kassationshofs

siehe Hauptartikel: Kassationshof (Frankreich)
Gegen Berufungsurteile sowie gegen erstinstanzliche Urteile der Tatsacheninstanz (Sprungrevision), gegen die keine Berufung zulässig ist, kann innerhalb von zwei Monaten die Kassationsbeschwerde eingelegt werden. Im Strafrecht hat dieser einen Suspensiveffekt.
Da der Kassationshof (Cour de cassation) ausschließlich über Rechtsfragen entscheidet, darf sich der Kassationsantrag nur gegen die Rechtsanwendung der Vorinstanz richten. Andernfalls wird er nach Art. L. 131-6, Abs. 2 des code de l’organisation judiciaire (COJ) nicht zur Entscheidung zugelassen.
Folgt der Kassationshof dem angefochtenen Urteil der Vorinstanz, so ergeht ein Zurückweisungsbeschluss (arrêt de rejet) und beendet damit den Prozess endgültig. Andernfalls ergeht jedoch ein Kassationsbeschluss (arrêt de cassation), der das vorangegangene Urteil aufhebt; dies macht in der Regel – da der Kassationshof keine Tatfragen entscheidet – ein neues Urteil durch einen (anderen) Berufungsgerichtshof erforderlich, an den der Kassationshof den Fall verweist. Der Kassationshof entscheidet jedoch dann ohne erneute Verweisung selbst, wenn die Entscheidung kein neues Urteil in der Streitsache erfordert (Art. 627, Abs. 1 des nouveau code de procédure civile (NCPC) und Art. L. 411-3, Abs. 1 des COJ) oder der Kassationshof auf Grundlage der bereits geklärten Tatfragen entscheiden kann (Art. 627, Abs. 2 des NCPC und Art. L. 411-3, Abs. 2 des COJ). Folgt das Berufungsgericht in seiner auf den Kassationsbeschluss folgenden Entscheidung diesem nicht (rébellion), so ist eine erneute Kassationsprüfung möglich. Über diese wird – wenn die Entscheidung aus den gleichen Kassationsgründen wie zuvor abweicht – nun im Plenum (Assemblée plénière), das aus Vertretern aller sechs Kammern des Kassationshofs besteht, entschieden, wobei diese Plenarentscheidung für die Berufungsgerichtshöfe, auf den im Falle eines erneuten Zurückweisungsbeschlusses verwiesen wird, nach Art. L. 431-4 des COJ bindend ist.
Neben dem Plenum, das auch bei Grundsatzfragen (questions de principe) zusammentritt, kann der Kassationshof auch in der Konstellation eines Großen Senats (Chambre mixte) entscheiden, in der mindestens drei der sechs Kammern des Gerichts vertreten sind. Der Große Senat tritt zusammen, wenn mehrere Kammern von der Entscheidung betroffen sind oder die Meinungen der einzelnen Kammern zu einer Rechtsfrage auseinandergehen. Im Übrigen entscheidet die für das betroffene Rechtsgebiet zuständige Kammer allein durch einen Dreier-Senat (formation restreinte) oder Fünfer-Senat (formation ordinaire).

## Verwaltungsgerichtsbarkeit
Die gesamte Verwaltungsgerichtsbarkeit ist in Frankreich im Code de justice administrative (CJA) vom 4. Mai 2000 geregelt.

### Verwaltungsgericht
In erster Instanz ist für verwaltungs- und öffentlich-gerichtliche Verfahren grundsätzlich das Verwaltungsgericht (tribunal administratif) zuständig. Nur in wenigen Bereichen bestehen Kompetenzen spezieller Gerichte, etwa des seit 1807 bestehenden Rechnungshofs (Cour des comptes), der daneben über Kontrollfunktionen gegenüber Regierung und Parlament verfügt und „als erste und letzte Instanz“ (also ohne Berufungsmöglichkeit) entscheidet, oder das Gericht für Budget- und Finanzdisziplin (cour de discipline budgétaire et financière), das seit einem Gesetz vom 25. September 1948 besteht und sich aus Richtern am Rechnungshof und am Staatsgerichtshof des Staatsrats (Conseil d’État) zusammensetzt.
Die Verwaltungsgerichte bestehen meist aus mehreren Kammern, das Pariser Verwaltungsgericht ist hingegen in Abteilungen (sections) aufgeteilt. Neben ihren Aufgaben im Bereich der Rechtsprechung nehmen sie auch Verwaltungs- und insbesondere Beratungsaufgaben für den Präfekten wahr.

### Oberverwaltungsgericht
Erst seit dem Gesetz Nr. 87-1127 vom 31. Dezember 1987 ist es nach Art. L. 321-1 des CJA grundsätzlich zulässig, gegen die Entscheidung eines Verwaltungsgerichts per Berufung vorzugehen und vor eines der acht Oberverwaltungsgerichte (cours administratives d’appel) zu ziehen, die seit dem 1. Januar 1989 in Frankreich existieren.

### Staatsrat

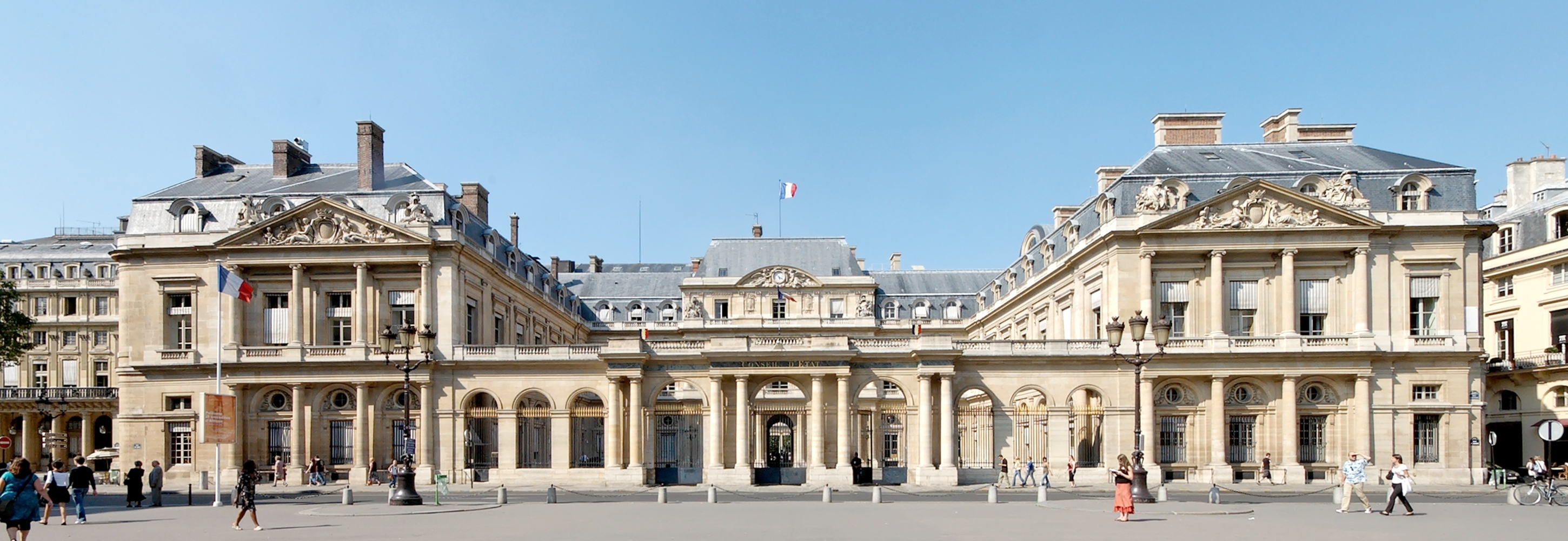
Eingang des Staatsrats

siehe Hauptartikel: Conseil d’État (Frankreich)
Zwar war der Staatsrat schon in der französischen Verfassung vom 13. Dezember 1799 vorgesehen; bis zu einem Gesetz vom 24. Mai 1872 hatte er jedoch ausschließlich beratende Funktionen. Seit 1872 nimmt er zudem Rechtsprechungsaufgaben wahr; die ersten fünf seiner sechs Abteilungen dienen aber weiterhin Beratungs- und Verwaltungsaufgaben.
Der in der sechsten Abteilung untergebrachte Staatsgerichtshof (section du contentieux) ist in zehn Unterabteilungen (sous-sections) unterteilt, die sowohl über besonders wichtige oder komplexe Rechtsfragen erstinstanzlich als auch etwa in Fragen des lokalen Wahlrechts als Berufungsinstanz und schließlich über alle Revisionen höchstrichterlich entscheiden. Diese sind allerdings nur in bestimmten im Gesetz ausdrücklich geregelten Fällen möglich, insbesondere bei Formfehlern (vices de forme), Zuständigkeitsfehlern (vices d’incompétence) oder Gesetzesverletzungen (violations de la loi). Wie der Kassationshof entscheidet der Staatsrat grundsätzlich nicht über Sachfragen. Entsprechend kann er eine Entscheidung, die er annulliert hat, an ein anderes Gericht gleichen Ranges zurückverweisen; schließt sich dieses der Meinung des Staatsrats nicht an, entscheidet letzterer daraufhin endgültig. Zudem kann er nach Art. L. 821-2 des CJA die Rechtssache nach einer aufgehobenen Entscheidung auch selbst entscheiden, wenn dies interessengerecht ist.

## Tribunal des conflits
Der strikten Trennung zwischen ordentlicher und Verwaltungsgerichtsbarkeit trägt das Tribunal des conflits (Konfliktgericht) Rechnung, das durch ein Gesetz vom 24. Mai 1872 geschaffen wurde und sich zu gleichen Teilen aus hohen Richtern beider Gerichtsbarkeiten zusammensetzt. Präsident des Gerichts ist der französische Justizminister.
Es entscheidet einerseits Fälle, in denen sich sowohl ordentliche als auch Verwaltungsgerichte für zuständig halten – positive Kompetenzkonflikte (conflits de compétence positifs) – und andererseits Fälle, in denen sich keine der beiden Gerichtsbarkeiten für zuständig hält – negative Kompetenzkonflikte (conflits de compétence négatifs).

## Verfassungsrat
siehe Hauptartikel: Conseil constitutionnel (Frankreich)
Der in den Artikeln 56 bis 63 der französischen Verfassung vorgesehene Verfassungsrat (Conseil constitutionnel) mit Sitz im Palais-Royal in Paris nimmt verschiedene Aufgaben war, für die er die alleinige Kompetenz hat.
Neben der Kontrolle von Parlaments- und Präsidentschaftswahlen sowie Referenden ist dies in erster Linie die Kontrolle der Verfassungsmäßigkeit von Gesetzen, die grundsätzlich vor der Ausfertigung (promulgation) durch den Staatspräsidenten und nach Art. 61 der Verfassung auf Antrag (des Präsidenten, des Premierministers, des Präsidenten einer der beiden Parlamentskammern oder 60 Abgeordneter oder Senatoren) geschieht. Im Falle der die Verfassung konkretisierenden Organgesetze (lois organiques) und der Geschäftsordnungen von Nationalversammlung und Senat ist sie nach Art. 46 und 61 der Verfassung jedoch obligatorisch. Seit der Verfassungsreform von 2008 besteht gemäß Art. 61-1 der Verfassung zudem die Möglichkeit einer nachträglichen Kontrolle auf Vorlage durch den Staatsrat oder den Kassationshof. Denn seit dem 1. März 2010 kann nun auch eine Partei eines laufenden Gerichtsverfahrens mit einem gesonderten Schriftsatz die Verfassungswidrigkeit einer gesetzlichen Vorschrift geltend machen, indem sie beantragt, das Gericht möge eine „vorrangige Frage zur Verfassungsmäßigkeit“ (question prioritaire de constitutionnalité, Abkürzung QPC) über den Kassationshof bzw. Staatsrat dem Verfassungsrat zur Entscheidung vorlegen.
Das Gericht besteht aus neun Richtern, die zu gleichen Teilen vom Staatspräsidenten und den Präsidenten der beiden Parlamentskammern ernannt werden, sowie allen ehemaligen Staatspräsidenten.